# Laskowy Mai
Laskowy Mai (russisch Ласковый май, dt. Zärtlicher Mai) war eine Musikgruppe der späten 1980er- und frühen 1990er-Jahre in der Sowjetunion, die eine Mischung aus Synthiepop und Euro Disco spielte. Die Gruppe ist eine der erfolgreichsten und bekanntesten Bands Russlands.
Zu den bekanntesten Werken der Gruppe gehören die beiden Stücke Belyje Rosy (russisch Белые розы „Weiße Rosen“) und Sedaja Notsch (russisch Седая ночь „Graue Nacht“). Weitere Hits der Gruppe sind Kontscheno Wsjo (russisch Кончено Всё „Es ist alles vorbei“), Rosowij Wetscher (russisch Розовый Вечер „Rosaroter Abend“), Glupije Sneshinki (russisch Глупые Снежинки „Dumme Schneeflocken“), Djetstwo (russisch Детство „Kindheit“) und Metel w tschuschom gorode (russisch Метель в чужом городе „Schneegestöber in einer fremden Stadt“). Die Stücke sind noch beliebt und werden oft im Rundfunk und auf 80er-Partys in den Nachfolgestaaten der Sowjetunion gespielt.

## Geschichte

### 1986 – Gründung
Die Gruppe Laskowy Mai wurde am 6. Dezember 1986 in einem Internat in Orenburg (Südural) von Sergei Kusnezow, Wjatscheslaw Ponomarjow und dem damals erst dreizehnjährigen Sänger Juri Schatunow gegründet.

### 1988 – der kommerzielle Erfolg
Im Jahr 1988 wurde der Musiker Arkadi Kudrjaschow von der Gruppe Mirasch (russisch Мираж), der zufälligerweise das Lied Belije Rosy (russisch Белые розы, Weiße Rosen) hörte, auf die Gruppe aufmerksam. Der Kern der Musikgruppe bestand fortan aus dem Hauptsänger Juri Schatunow, den weiteren Sängern Konstantin Pachomow, Andrej Rasin und dem Komponisten Sergei Kusnezow. Diese waren aber nicht die einzigen Musiker, die zur Gruppe gehörten. Die Gruppe hatte Erfolg sowohl bei der jungen, als auch bei der älteren Generation der Sowjetunion.
Sergei Kusnezow verließ wegen Streitigkeiten die Gruppe und wurde ab 1989 durch Wladimir Boyko ersetzt. Die Gruppe verzeichnete weiterhin Rekorde und füllte Stadien mit 40.000 bis 60.000 Personen bei ihren Konzerten. Zum Erfolg hat die Tatsache beigetragen, dass A. Rasin behauptet hat, er wäre ein Neffe des damaligen Präsidenten Michail Gorbatschow. Er hat sogar ein Lied komponiert und selbst performt, mit dem Namen „Onkel Mischa“. Als einziger Beweis existierte ein Foto von ihm als kleinen Jungen und dem Staatsoberhaupt. Später kam jedoch raus, dass es keine Verwandtschaft zwischen ihnen bestand und das Foto rein zufällig entstand als M.Gorbatschow in Rasins Dorf zu Besuch war. 1992 kam es dann zum Bruch der Band. Schatunow zog daraufhin nach Deutschland und startete nach einer Pause eine erfolgreiche Karriere als Solosänger.

### 2009 – Revival
Im Jahre 2009 kam es zur Neugründung der Band, allerdings ohne Schatunow, nach einer Zunahme der Popularität und der Veröffentlichung einer Film-Biographie über die Gruppe unter dem Namen „Laskowy Mai“. Am 23. Juni 2022 verstarb unerwartet der Sänger Schatunow. Am 7. November 2022 starb Sergei Kusnezow im Alter von 58 Jahren in Orenburg.

### Nachwirkung
Laskowy Mai hatte einen enorm großen Einfluss auf die Entstehung der Popmusik in Russland. Viele ihrer Lieder sind große Klassiker und werden heute weiterhin gerne gespielt.
Aufgrund von vielen Doppelgängerbands ist Laskowy Mai immer noch der Rekordhalter für die meisten gegebenen Konzerte in einem Kalenderjahr. Teilweise wurden mehrere Konzerte zeitgleich in mehreren Städten, die hunderte Kilometer voneinander entfernt sind, gespielt.

## Diskografie
Alben
- 1988: Белые розы (dt. „Weiße Rosen“)
- 1988: Вечер холодной зимы (dt. „Kalter Winterabend“)
- 1988: Старый лес (dt. „Alter Wald“)
- 1988: Разбитая любовь (dt. „Zerbrochene Liebe“)
- 1989: 8 марта (dt. „8. März“)
- 1989: Розовый вечер (dt. „Rosa Abend“)
- 1989: На крыше (dt. „Auf dem Dach“)
- 1989: Гудбай, беби
- 1989: Ласковое лето
- 1989: Сказочный берег
- 1989: Октябрьский альбом
- 1990: Глупые снежинки
- 1990: Машка-матрёшка
- 1990: Озорная девчонка
- 1990: Возвращайся
- 1990: Остров на двоих
- 1991: Закрой за мной дверь
- 1992: Случайная встреча
- 1993: Детский дом
- 1996: Искусственное дыхание
- 2007: Звезда
- 2008: Все хиты
- 2016: Новые песни!

### Singles (Auswahl)
- 1988: Седая Ночь
- 1989: Белые Розы
- 1989: Розовый Вечер
- 1989: Медленно Уходит Осень
- 1989: Глупые Снежинки

## Film
2009 wurde der biographische Film „Laskowy Mai“ über die Band von Wladimir Winogradow veröffentlicht.